# Pseudonannolene paulista
Pseudonannolene paulista är en mångfotingart som beskrevs av Henri W. Brölemann 1901. Pseudonannolene paulista ingår i släktet Pseudonannolene och familjen Pseudonannolenidae. Inga underarter finns listade i Catalogue of Life.